# Matthias Falke
Matthias Falke (* 1970 in Karlsruhe) ist ein deutscher Schriftsteller, Herausgeber und Übersetzer.

## Lebenslauf
Nach seinem Abitur am Lessing-Gymnasium in Karlsruhe und dem Grundwehrdienst bei der Luftwaffe studierte er von 1991 bis 1999 an den Universitäten Karlsruhe und Freiburg/Breisgau Musikwissenschaft, Literaturwissenschaft und Philosophie. Seine Magisterarbeit schrieb er über Max Bruch’s Symphonien. Falkes Drama Kassandra-Szenen wurde beim 1. Autorenwettbewerb des Karlsruher Sandkorn-Theaters am 7. Juli 2007 mit dem Publikumspreis ausgezeichnet. Seine Erzählung Harey wurde 2009 für den Kurd-Laßwitz-Preis nominiert; beim Deutschen Science Fiction Preis belegte sie den 3. Platz. Falkes Erzählung „Boa Esperanca“ wurde 2010 für den Kurd-Laßwitz-Preis nominiert und gewann den Deutschen Science Fiction Preis. Seine Novelle Der Bruch der nordwestlichen Stelze (erschienen in Nova 19) wurde 2013 für beide Preise nominiert, der Roman Bran wurde 2014 für den Kurd-Laßwitz-Preis nominiert.

## Veröffentlichungen (Auswahl)

### Prosa
- Das Erlebnis – Eine metaphysische Wanderung, Verlag Die blaue Eule, Essen 1998, ISBN 3-89206-886-0.
- Werben um Echo – Phantastische Erzählungen,[1] Edfc, Passau 2006, ISBN 3-932621-88-3.
- Blohmdahls Vermächtnis. Erzählungen,[2] Norderstedt 2007, ISBN 978-3-8334-9336-2.
- Warten auf Blau. Erzählungen, Norderstedt 2007, ISBN 978-3-8334-9529-8.
- Das Opak. Erzählungen, Norderstedt 2007, ISBN 978-3-8334-9426-0.
- Bericht aus dem Lande Kham. Erzählungen. Mit Illustrationen von Michael Mittelbach. [zuerst 2007] 2., durchgesehene Auflage Norderstedt 2009, ISBN 978-3-8334-9576-2.
  - hieraus ist die Titelerzählung auch separat erschienen: Bericht aus dem Lande Kham. Mit Illustrationen von Crossvalley Smith. Murnau 2012, ISBN 978-3-942533-20-1.
- Die Bibliothek des Holländers. Roman, Norderstedt 2007, ISBN 978-3-8334-9500-7.
- Das Haus am Eisfjord, Roman, Norderstedt 2007, ISBN 978-3-8334-9255-6.
- Alexander am Everest. Essays, Mit einem Geleitwort von Prof. Dr. Ernst Oldemeyer, Norderstedt 2007, ISBN 978-3-8334-9682-0.
- Kongreß der Demiurgen. Novelle, Norderstedt 2007, ISBN 978-3-8334-9864-0.
- Lore & D(i)ana. Zwei Novellen, Norderstedt 2007, ISBN 978-3-8334-9975-3.
- Schilfrohr und Seifenblase. Kurzprosa. Mit Illustrationen von Michael Mittelbach, Norderstedt 2007, ISBN 978-3-8334-9766-7.
- Am Comer See. Erzählungen, Norderstedt 2007, ISBN 978-3-8334-9695-0.
- Harey. SF-Erzählungen. Norderstedt 2008. ISBN 978-3-8334-9712-4. Neuausgabe unter dem Titel HAREY reloaded. Murnau 2010, ISBN 978-3-942533-01-0.
- Der Große Mittag. Gedichte, Norderstedt 2007, ISBN 978-3-8334-9837-4.
- Fernweh. Oden an Kassandra, Norderstedt 2007, ISBN 978-3-8370-0066-5.
- Kassandra-Szenen. Ein Schauspiel in sieben Bildern, Norderstedt 2007, ISBN 978-3-8334-9948-7.
- Der Echo-Komplex. Erzählungen. Mit Illustrationen von Michael Mittelbach. Norderstedt 2010, ISBN 978-3-8423-2583-8.
- In den Kammern jenseits der Zeit: Erzählungen, Norderstedt 2007, ISBN 978-3-8370-1276-7.
- Zauber der Synästhesien – Essays. [zuerst 2007] 2., durchgesehene und erweiterte Auflage. Norderstedt 2009, ISBN 978-3-8370-1788-5.
- Die rote Wüste. Erzählung. Illustriert von Andrae Martyna. Murnau 2012, ISBN 978-3-942533-27-0.
- BRAN SF-Roman. Stolberg 2013, ISBN 978-3-86402-062-9.
- Buch aus Stein. Erzählungen. Traunstein 2014. ISBN 978-3-944729-51-0.
- Der Terraformer. SF-Roman. Stolberg 2014. ISBN 978-3-86402-189-3.
- Das Lied der Taucherin. Roman. Meßkirch 2014. ISBN 978-3-7349-9280-3.
- ZHID SF-Roman. Stolberg 2015. ISBN 978-3-86402-241-8.

#### Die neunte Expansion
- Kristall in fernem Himmel, 2014. ISBN 978-3-95556-012-6.
- Agenten der Hondh. 2015. ISBN 978-3-95556-016-4.
- Hinter feindlichen Linien. 2017. ISBN 978-3-95556-239-7.

#### Star Voyager
- Der Virenplanet. Windeck 2009, ISBN 978-3-89840-281-1.
- Die Tochter des Pfauen. Windeck 2010, ISBN 978-3-89840-289-7.
- Welt der Kraken. Windeck 2010, ISBN 978-3-89840-314-6.
- Der Schwarm aus Stahl. Windeck 2011, ISBN 978-3-89840-316-0.
- In den Grauzonen. Windeck 2011, ISBN 978-3-89840-321-4.
- Die schwarze Pagode. Windeck 2012, ISBN 978-3-89840-335-1.
- Planet der schwarzen Raumer. Windeck 2014, ISBN 978-3-89840-343-6.

#### Enthymesis-Universum
- Die Enthymesis-Trilogie – Drei SF-Romane.[3] Norderstedt 2007.
- Die Gaugamela-Trilogie – Drei SF-Romane.[4] MgVerlag: Plaidt 2008.
- Die Zthronmic-Trilogie – Drei SF-Romane.[5] Norderstedt 2009.
- Jin Xing und der Doge. SF-Erzählung. Mit Illustrationen von Michael Mittelbach. Norderstedt 2010, ISBN 978-3-8391-8457-8.
- Das Dyson-Segel. SF-Erzählung. Mit Illustrationen von Michael Mittelbach. Norderstedt 2009, ISBN 978-3-8391-2401-7.
- Opak. Erzählungen. Mülheim an der Ruhr 2015. ISBN 978-3-95777-009-7.

Die Exploration-Trilogie:
- Ruinenwelt, 2012. ISBN 978-3-9813946-8-9.
- Explorer Enthymesis – Frühe Abenteuer, 2012. ISBN 978-3-943795-25-7.
- Der Actinidische Götze, 2013. ISBN 978-3-943795-37-0.

Die Gaugamela-Trilogie:
- Planetenschleuder, 2013. ISBN 978-3-943795-48-6.
- Museumsschiff, 2013. ISBN 978-3-943795-65-3.
- Schlacht um Sina, 2013. ISBN 978-3-943795-71-4.

Die Zthromic-Trilogie:
- Torus der Tloxi, 2014. ISBN 978-3-943795-86-8
- Der Zthronmische Krieg, 2014. ISBN 978-3-95777-001-1
- Die Palisaden von S'Dero, 2014. ISBN 978-3-95777-014-1

Die Tloxi-Trilogie:
- Kampf mit den Tloxi, 2015. ISBN 978-3-95777-050-9
- Phalansterium, in zwei Bänden, 2015. ISBN 978-3-95777-052-3 und 978-3957770738
- Sternentor, 2016. ISBN 978-3-95777-089-9

Die Laertes-Trilogie
- Erstflug, 2016. ISBN 978-3-95777-090-5
- Persephone, 2017. ISBN 978-3-95777-097-4
- Lombok, 2018. ISBN 978-3957771056

### Texte zur Musik
- Die Symphonie zwischen Schumann und Brahms – Studien zu Max Bruch und Robert Volkmann, Kuhn, Berlin 2006, ISBN 978-3-936637-09-0.
- Felix Mendelssohn Bartholdy: Dritte Symphonie. Norderstedt 2009, ISBN 978-3-8391-3715-4.
- Jean Sibelius: Fünfte Symphonie. Norderstedt 2009, ISBN 978-3-8391-2367-6.
- Nikolai Miaskowsky: Erste Symphonie. Norderstedt 2010, ISBN 978-3-8391-4307-0.

### Reiseberichte
- Sajama – Boliviens höchster Berg. Ein Expeditionstagebuch. Murnau 2010, ISBN 978-3-8391-5432-8.
- Rongbuk – Kloster am Mount Everest. Ein Reisejournal. Murnau 2011, ISBN 978-3-942533-26-3.
- Trinakria – Aufzeichnungen von der Insel des Löwen. Murnau 2013, ISBN 978-3-942533-77-5.

### Als Herausgeber
- Mythos Kassandra – Texte von Aischylos bis Christa Wolf, Reclam, Leipzig 2006, ISBN 978-3-379-20114-8.

### Übersetzungen
alle von Robinson Jeffers:
- So war euer Rat (1937)
- Zürnt der Sonne (1941)
- Die Doppel-Axt (1948)
- Hungerfield (1954)
- Anfang und Ende (aus dem Nachlass 1962)